# Jean-Paul Cottret
Jean-Paul Cottret (* 19. Juni 1963 in Gien, Département Loiret) ist ein französischer Rallye-Copilot.

## Leben
Der frühere Rennmechaniker entschied sich 1992 Copilot zu werden und entwickelte sich zu einem der besten seines Faches. Mit Stéphane Peterhansel wurde er 2000 Zweiter der Rallye Dakar, 2004, 2005, 2007, 2012 und 2013 konnte er die Rallye mit Peterhansel gewinnen. Immer wieder kam ihm seine Fähigkeit zugute, unter Druck und allen Bedingungen ein Auto zu reparieren.
Jean-Paul Cottret lebt heute in Auxerre.